# Walt Disney Records

Logo

Walt Disney Records is de muziektak van The Walt Disney Company. Voornamelijk brengt het platenbedrijf de soundtracks uit van de films geproduceerd door Walt Disney Pictures en Miramax, maar sinds eind jaren 90 is het bedrijf ook steeds meer albums uit gaan brengen van artiesten die veel van hun films of series bij Disney hebben opgenomen. Hierdoor is het platenlabel nu ook bekend geworden buiten de filmindustrie.
Het is een zusterbedrijf van Hollywood Records, dat verantwoordelijk is voor muziek met een nostalgischere toon.